# Freddy González
Freddy Excelino González Martínez (Líbano, 18 juni 1975) is een Colombiaans voormalig wielrenner. Hij won tweemaal het bergklassement in de Ronde van Italië, in 2001 en 2003. Hij nam in 2000 deel aan de Olympische Zomerspelen in Sydney, hij reed dit niet uit.

## Belangrijkste overwinningen
1999
- 5e en 8e etappe Ronde van Tachira

2001
- 8e etappe Clasico RCN
- Bergklassement Ronde van Italië

2002
- 2e en 6e etappe Clasico RCN

2003
- Bergklassement Ronde van Italië

2004
- 8e en 12e etappe Ronde van Tachira
- 1e etappe Clasico RCN
- 8e etappe Ronde van Venezuela
- G.P Cootranspensilvania
- Eindklassement Ronde van Langkawi

2005
- 4e etappe Wielerweek van Lombardije

2007
- 12e etappe Ronde van Colombia

2010
- 7e etappe Ronde van Colombia

2011
- 11e etappe Ronde van Colombia

## Resultaten in voornaamste wedstrijden
| Jaar | Ronde van Italië | Ronde van Frankrijk | Ronde van Spanje |
| ---- | ---------------- | ------------------- | ---------------- |
| 1998 |                  |                     |                  |
| 1999 |                  |                     |                  |
| 2000 | opgave           |                     |                  |
| 2001 | 46e              |                     |                  |
| 2002 | opgave           |                     |                  |
| 2003 | 35e              |                     |                  |
| 2004 | opgave           |                     |                  |
| 2005 | opgave           |                     | opgave           |

| Jaar | Ronde van Lombardije |  | WK op de weg |
| ---- | -------------------- |  | ------------ |
| 1998 |                      |  |              |
| 1999 |                      |  |              |
| 2000 |                      |  |              |
| 2001 |                      |  |              |
| 2002 |                      |  |              |
| 2003 |                      |  |              |
| 2004 |                      |  | 46e          |
| 2005 |                      |  |              |